# Evolution 2018
Evolution è la prima edizione dell'omonimo pay-per-view dalla WWE, svoltosi il 28 ottobre 2018 al Nassau Memorial Coliseum di Uniondale.
È stato il primo pay-per-view nella storia della WWE interamente dedicato alla categoria femminile.

## Storyline
Il 18 agosto, è stato annunciato che Alexa Bliss avrebbe dovuto affrontare la WWE Hall of Famer Trish Stratus a Evolution. In seguito, il 3 settembre, è stato annunciato che Mickie James avrebbe dovuto affrontare la WWE Hall of Famer Lita; tuttavia, dopo che nella puntata di Raw dell'8 ottobre vi è stato un confronto fra le quattro donne, è stato annunciato che la Bliss e la James avrebbero affrontato la Stratus e Lita in un Tag team match (andando dunque a cancellare i due match precedentemente annunciati). Il 26 ottobre, tuttavia, è stato sancito che Alicia Fox sostituirà la Bliss per via di un infortunio accusato da quest'ultima.
Il 18 agosto, a TakeOver: Brooklyn, Kairi Sane ha sconfitto Shayna Baszler conquistando così l'NXT Women's Championship. Nella puntata di NXT del 26 settembre è stato annunciato il rematch titolato tra le due per Evolution.
A Evolution avrà inoltre luogo la finale dell'annuale Mae Young Classic tra Io Shirai e Toni Storm.
Il 16 settembre, a Hell in a Cell, Ronda Rousey ha difeso con successo il Raw Women's Championship contro Alexa Bliss. In seguito, è stato annunciato che Rousey avrebbe difeso la cintura e il 6 ottobre, a Super Show-Down, Rousey le Bella Twins hanno sconfitto la Riott Squad (Ruby Riott, Liv Morgan e Sarah Logan). Nella puntata di Raw successiva Rousey e le Bella Twins hanno nuovamente sconfitto la Riott Squad; tuttavia, al termine del match, Nikki e Brie hanno attaccato la campionessa effettuando un turn heel. Di conseguenza, è stato annunciato che Ronda dovrà difendere il Raw Women's Championship contro Nikki a Evolution.
Il 6 ottobre, a Super Show-Down, Charlotte Flair ha sconfitto Becky Lynch per squalifica ma quest'ultima ha comunque mantenuto lo SmackDown Women's Championship. Nella puntata di SmackDown del 9 ottobre il match fra Lynch e Charlotte valevole per il titolo è terminato in doppio count-out. Per questo motivo la General Manager Paige ha annunciato che, a Evolution, le due si affronteranno in un Last Woman Standing match titolato.

## Risultati
| #       | Match                                                                            | Stipulazioni                                                                   | Durata |
| ------- | -------------------------------------------------------------------------------- | ------------------------------------------------------------------------------ | ------ |
| Kickoff | Rhea Ripley (c) ha sconfitto Dakota Kai                                          | Single match per l'NXT UK Women's Championship                                 | —      |
| 1       | Lita e Trish Stratus hanno sconfitto Alicia Fox e Mickie James (con Alexa Bliss) | Tag team match                                                                 | 11:05  |
| 2       | Nia Jax ha vinto eliminando per ultima Ember Moon                                | Battle royal per determinare la prima sfidante al WWE Raw Women's Championship | 16:10  |
| 3       | Toni Storm ha sconfitto Io Shirai                                                | Finale del Mae Young Classic                                                   | 10:20  |
| 4       | Bayley, Natalya e Sasha Banks hanno sconfitto la Riott Squad                     | Six-woman tag team match                                                       | 13:10  |
| 5       | Shayna Baszler ha sconfitto Kairi Sane (c)                                       | Single match per l'NXT Women's Championship                                    | 12:10  |
| 6       | Becky Lynch (c) ha sconfitto Charlotte Flair                                     | Last woman standing match per il WWE SmackDown Women's Championship            | 28:40  |
| 7       | Ronda Rousey (c) ha sconfitto Nikki Bella (con Brie Bella) per sottomissione     | Single match per il WWE Raw Women's Championship                               | 14:15  |

### Battle royal
– Lottatrice di Raw
     – Lottatrice di SmackDown
     – Vincitrice
| #          | Wrestler        | Eliminata da                                 | Eliminazioni |
| ---------- | --------------- | -------------------------------------------- | ------------ |
| 1ª         | Peyton Royce    | Alundra Blayze e Ivory                       | 0            |
| 2ª         | Billie Kay      | Michelle McCool, Molly Holly e Torrie Wilson | 0            |
| 3ª         | Molly Holly     | Sonya Deville                                | 1            |
| 4ª         | Kelly Kelly     | Mandy Rose e Sonya Deville                   | 0            |
| 5ª         | Torrie Wilson   | Mandy Rose                                   | 1            |
| 6ª         | Sonya Deville   | Mandy Rose                                   | 2            |
| 7ª         | Alundra Blayze  | Nia Jax                                      | 1            |
| 8ª         | Maria Kanellis  | Nia Jax                                      | 0            |
| 9ª         | Lana            | Tamina                                       | 0            |
| 10ª        | Mandy Rose      | Carmella                                     | 3            |
| 11ª        | Dana Brooke     | Ember Moon                                   | 0            |
| 12ª        | Michelle McCool | Ember Moon                                   | 1            |
| 13ª        | Naomi           | Tamina                                       | 0            |
| 14ª        | Carmella        | Ember Moon                                   | 1            |
| 15ª        | Ivory           | Asuka                                        | 1            |
| 16ª        | Asuka           | Ember Moon                                   | 1            |
| 17ª        | Tamina          | Ember Moon                                   | 2            |
| 18ª        | Zelina Vega     | Nia Jax                                      | 0            |
| 19ª        | Ember Moon      | Nia Jax                                      | 5            |
| Vincitrice | Nia Jax         | —                                            | 4            |